# Hugo de Grenoble
São Hugo de Châteauneuf (1053 - 1 de abril de 1132) foi bispo de Grenoble de 1080  até sua morte. Ele era partidário da reforma gregoriana e se opunha ao arcebispo de Vienne, mais tarde Papa Calisto II.

## Biografia
Nascido em Châteauneuf-sur-Isère, França, Hugo demonstrou piedade e facilidade teológica desde muito jovem. Enquanto ainda era um leigo, Hugh foi feito cônego de Valence. Sua piedade era tal que se dizia que só conhecia uma mulher de vista.
No Concílio de Avignon em 1080, foi eleito bispo de Grenoble, embora ainda não tivesse sido ordenado. A Sé de Grenoble estava em péssimo estado e Hugo foi escolhido para ser seu renovador Gregoriano. Conduzido por um legado papal a Roma, Hugo foi ordenado pelo próprio Papa Gregório VII. Ao retornar, ele imediatamente assumiu a tarefa de reformar os abusos em sua nova diocese. Depois de conseguir conter os abusos e promover a devoção depois de dois anos, ele tentou renunciar ao bispado e entrar no mosteiro beneditino de Cluny. No entanto, o Papa ordenou que ele continuasse seu trabalho episcopal.
Durante o resto do século XI, seu episcopado foi marcado por conflitos com o conde Guigues III de Albon pela posse de terras eclesiásticas em Grésivaudan, um vale nos Alpes franceses. Hugo alegou que o conde usurpou as terras do bispado de Grenoble com a ajuda do bispo Mallen de Grenoble. Um acordo foi finalmente alcançado entre Hugo e o conde Guigues apenas em 1099. O conde concordou em ceder os territórios disputados enquanto Hugo admitia a autoridade temporal do conde nas vizinhanças de Grenoble.
Hugh também foi fundamental na fundação da Ordem dos Cartuxos. Ele recebeu Bruno de Colônia, talvez seu próprio professor, e seis de seus companheiros em 1084, depois de vê-los sob uma bandeira de sete estrelas em um sonho. Hugo instalou os sete em um local alpino nevado e rochoso chamado Chartreuse. Eles fundaram um mosteiro e devotaram suas vidas à oração e ao estudo, sendo freqüentemente visitados por Hugo, que teria adotado muito de seu estilo de vida. Hugo também fundou a vizinha Monastère de Chalais, que se tornou uma ordem independente.
Hugo foi canonizado em 22 de abril de 1134 pelo Papa Inocêncio II, apenas dois anos após sua morte. Sua festa é em 1º de abril na Igreja Católica.  Durante as guerras religiosas francesas (entre católicos e protestantes inspirados por João Calvino, chamados de" huguenotes"), os huguenotes queimaram seu corpo.